# Scott H. Reiniger
Pour les articles homonymes, voir Reiniger.
Scott Hale Reiniger, prince de Ghor né le 5 septembre 1948 à White Plains, État de New York, États-Unis, est un acteur américain.

## Biographie
Il est prince de Ghor, une province d’Afghanistan. En effet, Reiniger est l’arrière-arrière-arrière-petit-fils de Josiah Harlan, le premier américain à avoir posé le pied en Afghanistan, et qui signa le traité donnant le titre de prince de Ghor à tous ses descendants. 

## Filmographie
- 1977 : Danny : Eddie
- 1978 : Zombie (Dawn of the Dead) de George A. Romero: Roger DeMarco
- 1981 : The Other Victim (TV)
- 1981 : Knightriders : Marhalt
- 1984 : Falcon Crest (série TV), épisode Win, Place, and Show
- 1985 : Document of the Dead (documentaire)
- 2003 : L'Armée des morts (Dawn of the Dead) de Zack Snyder : le général
- 2004 : The Dead Will Walk (documentaire)
- 2006 : Horror Fans (documentaire)
- 2008 : Dead On: The Life and Cinema of George A. Romero (documentaire)